# Nan's Victory
Nan's Victory è un cortometraggio muto del 1914 diretto da Tom Santschi. Il nome del regista appare anche tra quello degli attori del film che ha come altri interpreti Franklin Hall, Edith Johnson e Goldie Colwell.

## Produzione
Il film fu prodotto dalla Selig Polyscope Company.

## Distribuzione
Distribuito dalla General Film Company, il film - un cortometraggio in una bobina - uscì nelle sale cinematografiche statunitensi il 15 agosto 1914.